# Ryan McPartlin
Ryan John McPartlin (Chicago, Illinois; 3 de julio de 1975) es un actor estadounidense.

## Biografía

### Primeros años
McPartlin nació y se crio en Glen Ellyn, Illinois. Después de graduarse, viajó por Australia y Nueva Zelanda con el fin de decidir qué carrera seguiría. Finalmente decidió convertirse en actor, por lo que se trasladó al sur de California para perseguir ese sueño.

### Carrera
McPartlin trabajó como modelo antes de dedicarse a la actuación. Su primer rol lo obtuvo en la serie The Nanny, comedia protagonizada por Fran Drescher, donde en una parodia de la película Titanic interpretó el papel que en el film le correspondió a Leonardo DiCaprio. Después encarnó el papel de Hank Bennett en la popular telenovela Passions, reemplazando a Dalton James, desde abril de 2001 y hasta abril de 2004. En este período hizo una breve aparición en la serie L.A. 7.
McPartlin volvió a trabajar junto a Fran Drescher en la comedia de situación Living with Fran, donde interpretó a su joven novio. La serie fue cancelada el 17 de mayo de 2006 después de sólo dos temporadas. McPartlin audicionó para la película  Superman Returns, pero no obtuvo el papel. En 2008, participó en la serie Mad Men, interpretando a un amante de Betty Draper (January Jones).
También interpretó a Devon en la serie Chuck, desde 2007 y hasta el final de la serie en 2012.

## Vida privada
McPartlin está casado con la actriz Danielle Kirlin desde el 26 de octubre de 2002. Juntos tienen dos hijos.

## Filmografía
| Año  | Título                                | Rol             | Notas                                           |
| ---- | ------------------------------------- | --------------- | ----------------------------------------------- |
| 2003 | King of the Ants                      | Straff          |                                                 |
| 2006 | The Shadow Effect                     | Chaz Martini    | Cortometraje                                    |
| 2009 | Super Capers                          | Will Powers     |                                                 |
| 2010 | Lego: The Adventures of Clutch Powers | Clutch Powers   | Rol de voz                                      |
| 2011 | Game Time: Tackling the Past          | Jake Walker     | Película para televisión                        |
| 2011 | J. Edgar                              | Lawrence Richey |                                                 |
| 2012 | Holly's Holiday                       | Bo              | Película para televisión                        |
| 2012 | A Perfect Christmas                   |                 | Película para televisión                        |
| 2013 | The Right Kind of Wrong               | Danny           |                                                 |
| 2013 | Chance at Romance                     | Heath Madsen    | Película para televisión                        |
| 2015 | Babysitter's Black Book               | Mark            |                                                 |
| 2015 | You Cast a Spell on Me                | Matt            | También llamada A Kind of Magic                 |
| 2015 | The Flight Before Christmas           | Michael Nolan   | Película para televisión                        |
| 2016 | Heaven Sent                           | Sean Miller     | Estrenada en Lifetime el 3 de diciembre de 2016 |
| 2018 | Hunter Killer                         | Matt Johnstone  |                                                 |

| Año       | Título                     | Rol                                  | Notas                                                                                          |
| --------- | -------------------------- | ------------------------------------ | ---------------------------------------------------------------------------------------------- |
| 1999      | The Nanny                  | Actor #3                             | Episodio: "Yetta's Letters"                                                                    |
| 1999      | Odd Man Out                |                                      | Episodio: "Batman Forever"                                                                     |
| 2000      | L.A. 7                     | Ryan Sinclar                         | Episodio: "Mr. Muscle"                                                                         |
| 2001      | Three Sisters              | Brad                                 | Episodio: "My Best Friend's Girl"                                                              |
| 2001-2004 | Passions                   | Hank Bennett                         | Contratado: 24 de abril de 2001 – abril de 2004; Papel recurrente: abril – 18 de junio de 2004 |
| 2003      | According to Jim           | Bob                                  | Episodio: "No Harm, No Fowl"                                                                   |
| 2004      | Still Standing             | Jeremy                               | Episodio: "Still Flirting"                                                                     |
| 2004      | North Shore                | William                              | Episodio: "Secret Service"                                                                     |
| 2005      | What I Like About You      | Riley Martin                         | Episodio: "Girls Gone Wild"                                                                    |
| 2005-2006 | Living with Fran           | Riley Douglas Martin                 | Papel principal; 26 episodios                                                                  |
| 2006      | Pepper Dennis              | Grady Harper                         | Episodio: "Charlie Babcock's Homosexual Encounter"                                             |
| 2007      | CSI: NY                    | Terry Rockwell                       | Episodio: "Obsession"                                                                          |
| 2007      | Notes from the Underbelly  | Hunter                               | Episodio: "Mother's Milk"                                                                      |
| 2007-2012 | Chuck                      | Devon "Captain Awesome" Woodcomb     | Papel recurrente, temporada 1; papel principal, temporadas 2–5; 70 episodios                   |
| 2008      | Swingtown                  | Luke                                 | Episodio: "Friends with Benefits"                                                              |
| 2009      | Mad Men                    | Caballero                            | Episodio: "Meditations in an Emergency"                                                        |
| 2009      | Everything She Ever Wanted | Tom Allanson                         | Miniserie; 2 episodios                                                                         |
| 2011      | Friends with Benefits      | Evan Macklam                         | Episodio: "The Benefit of the Right Track"                                                     |
| 2011      | Community                  | Estudiante jugando con el frisbee #3 | Episodio: "Documentary Filmmaking: Redux"                                                      |
| 2012      | Hot in Cleveland           | David                                | Episodio: "Life with Lucci"                                                                    |
| 2012      | CSI: Miami                 | Josh Avery                           | 4 episodios                                                                                    |
| 2012      | Rizzoli & Isles            | Dale Bowman                          | Episodio: "Money Maker"                                                                        |
| 2012      | Necessary Roughness        | Ted                                  | Episodio: "Double Fault"                                                                       |
| 2013      | I Hate My Teenage Daughter | Chris Reynolds                       | Episodio: "Teenage Party"                                                                      |
| 2013-2014 | Hart of Dixie              | Carter Covington                     | 4 episodios                                                                                    |
| 2014      | Playing House              | Steve                                | Episodio: "Totes Kewl"                                                                         |
| 2014      | Friends with Better Lives  | Sam                                  | Episodio: "Cyrano de Trainer-Zac"                                                              |
| 2014      | Sequestered                | Ryan                                 | Papel recurrente; 12 episodios                                                                 |
| 2014      | Mystery Girls              | Detective Dwayne Freeman             | 5 episodios                                                                                    |
| 2014      | Bad Judge                  | Billy                                | 2 episodios                                                                                    |
| 2016      | Fuller House               | Tyler                                | Episodio: "Mad Max"                                                                            |
| 2016      | Devious Maids              | Kyle                                 | Papel recurrente                                                                               |
| 2017      | Ghosted                    | Empleado del agua                    | Episodio: "Lockdown"                                                                           |

| Año  | Título   | Rol  | Notas       |
| ---- | -------- | ---- | ----------- |
| 2012 | Daybreak | Eric | 5 episodios |

| Año  | Título                 | Artista       |
| ---- | ---------------------- | ------------- |
| 2010 | Stuck Like Glue        | Sugarland     |
| 2015 | Give You What You Like | Avril Lavigne |